# James Robert Knox
James Robert Knox, avstralski rimskokatoliški duhovnik, škof in kardinal, * 2. marec 1914, Bayswater, † 26. junij 1983.

## Življenjepis
22. decembra 1941 je prejel duhovniško posvečenje.
220. julija 1953 je bil imenovan za naslovnega nadškofa Meliten in za apostolskega delegata; škofovsko posvečenje je potekalo 8. novembra istega leta. 
Med 14. februarjem 1957 in 13. aprilom 1967 je bil apostolski internuncij v Indiji, nakar pa je bil 13. aprila 1967 imenovan za nadškofa Melbourna.
5. marca 1973 je bil povzdignjen v kardinala in istočasno imenovan za kardinal-duhovnika S. Maria in Vallicella. 1. julija 1974 je odstopil s položaja melbournskega nadškofa. 
1. avgusta 1975 je postal prefekt Kongregacije za zakramente in bogoslužje, nato pa je bil 4. avgusta 1981 imenovan za predsednika Papeškega sveta za družino.